# Becky Smith
Rebecca Gwendolyn "Becky" Smith, född 3 juni 1959 i Vancouver, är en kanadensisk före detta simmare.
Smith blev olympisk bronsmedaljör på 400 meter medley vid sommarspelen 1976 i Montréal.